# Rakitovica
Rakitovica – wieś w Chorwacji, w żupanii osijecko-barańskiej, w mieście Donji Miholjac. W 2011 roku liczyła 868 mieszkańców.